# Thomas Wrisemo
Bo Thomas Wrisemo, född 13 september 1959 i Visby på Gotland, är en svensk skådespelare och ljudtekniker.
Han har haft mindre roller i några svenska filmer samt staterat på Dramatiska teatern. Numera arbetar han som svensklärare.

## Filmografi (urval)
- 1993 - Chefen fru Ingeborg
- 1993 - Brandbilen som försvann
- 1994 - Pillertrillaren
- 1995 - Petri tårar

## Teater

### Roller (ej komplett)
| År   | Roll                       | Produktion                              | Regi            | Teater   |
| ---- | -------------------------- | --------------------------------------- | --------------- | -------- |
| 1988 | Mimare                     | Mästaren och Margarita Michail Bulgakov | Jurij Ljubimov  | Dramaten |
| 1991 | Bröllopsgäst Dåre          | Peer Gynt Henrik Ibsen                  | Ingmar Bergman  | Dramaten |
| 1991 | Nana, hund Bandit Indianer | Peter Pan J.M. Barrie                   | Jackie Söderman | Dramaten |